# 무사촌
무사촌(武佐村)은 시가현 가모군에 설치되었던 촌이다.

## 역사
- 1889년 4월 1일 - 정촌제 시행에 의해 8촌의 구역을 가지고 성립하였다.
- 1958년 2월 1일 - 오미하치만시에 편입해, 동일 무사촌은 폐지되었다.

## 교통

### 철도
인접한 마부치촌에 오미철도 요쓰카이치선 다케사역이 위치. 또한 현재는 도카이도 신칸센이 구촌 지역을 통과하지만, 당시에는 미개통이었다.

### 도로
- 국도 제8호선
- 핫포 가도(현 국도 제421호선)

## 참고문헌
- 角川日本地名大辞典 25 滋賀県